# 2,5D (computação gráfica)

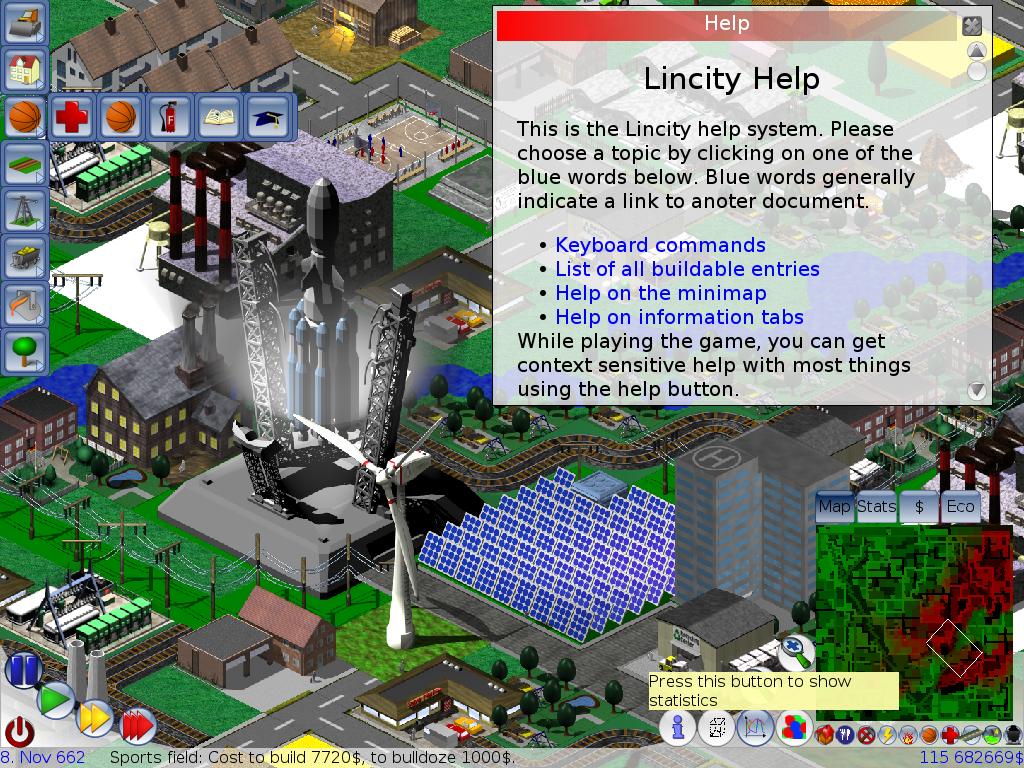
Lincity agrupa imagens isométricas para criar um ambiente de jogo em 2,5D.

2,5D (duas dimensões e meia), também chamado de pseudo-3D, é um termo informal usado para descrever fenômenos visuais que aparentam ser tridimensionais; isto é, o jogo usa elementos 2D em um ambiente 3D para criar a ilusão de uma animação 3D (3D falso, ilusão de profundidade e perspectiva), completamente muito usado em jogos eletrônicos com visão isométrica (câmera  isométrica), seja por não serem constituídos por entidades verdadeiramente tridimensionais, como nos casos de gráficos, ou por não permitirem um movimento completamente 3D — geralmente restrigindo-o a duas dimensões —, como no caso dos jogos eletrônicos. O conceito não é relacionado às ideias matemáticas modernas da dimensão não-inteira.
Quando o termo é aplicado com computação gráfica, ele se refere a um sistema de computador usando gráficos 2D para simular visualmente os gráficos 3D. Um método para tal é quando uma imagem dimensional possui um canal de "profundidade" ou Z-buffer que pode agir como um mapa de altura, por exemplo. O termo é também usado para descrever cenas 3D que foram elaboradas completa ou parcialmente de um grupo de imagens bidimensionais.
A principal vantagem da animação 2.5D, permite criar imagens complexas e com um bom visual sem precisar de técnicas detalhadas da modelagem 3D, resultando no “pseudo-3D” devido à sua aparência tridimensional sem usar elementos 3D reais.
Embora o termo seja bastante restrito à computação gráfica, em especial nos videogames, ele também tem sido usado para descrever percepções visuais, especialmente em estereoscopia, que pode ser considerada 2.5D porque o ambiente tridimensional do observador é projetado nos planos dimensionais das retinas, que, mesmo bidimensionais, ainda permitem percepção de profundidade.
Exemplos de jogos eletrônicos que utilizam este tipo de gráfico incluem Super Mario RPG: Legend of the Seven Stars, Pandemonium, Klonoa: Door to Phantomile, Nights into Dreams..., Viewtiful Joe, Wario World, Yoshi's Story,Tomba!, Sonic Rivals, Ragnarök Online, Danganronpa e Bloons TD 6